# Puriana carolinensis
Puriana carolinensis är en kräftdjursart som beskrevs av Hazel 1983. Puriana carolinensis ingår i släktet Puriana och familjen Trachyleberididae. Inga underarter finns listade i Catalogue of Life.